# Voor de dood
Voor de dood is een Nederlandstalige single van de Belgische band Aroma di Amore uit 1983.
De  B-kant van de single waren de liedjes 't Is de liefde en Lauwe oorlog.
Het nummer staat op het album Radikal uit 1993.

## Meewerkende artiesten
- Producer
  - Werner Pensaert
- Muzikanten
  - Elvis Peeters (zang)
  - Fred Angst (synthesizer)